# Enzyme-multiplied Immunoassay Technique
Enzyme-multiplied Immunoassay Technique (EMIT) bezeichnet ein analytisches Verfahren aus der Gruppe der Enzyme-linked Immunosorbent Assays zur hochsensitiven und spezifischen qualitativen und quantitativen Bestimmung verschiedenster Analyten, wie zum Beispiel Hormone, Arzneimittel und deren Metaboliten. Es wird häufig zur Kontrolle der Patienten-Compliance bei der Arzneimittelanwendung zur Sicherung therapeutischer Wirkspiegel von Wirkstoffen mit geringer therapeutischer Breite wie z. B. Phenytoin-, Digoxin-, Digitoxin und Theophyllin
-Präparaten und zur Vermeidung von Über- bzw. Unterdosierungen eingesetzt. Auch in der Wirkspiegel-Kontrolle von Psychopharmaka wie z. B. Benzodiazepinen und Antidepressiva sowie in der Kontrolle von BTM-relevanten Wirkstoffen werden diese Analysenverfahren auch in der Forensischen Medizin angewandt.
Wie die Einzelnachweise zeigen, werden zur Kontrolle zweifelhafter Ergebnisse der EMIT-Tests Methoden der Gaschromatographie bzw. der HPLC, meist in Kopplung mit der Massenspektrometrie, eingesetzt. Dies geschieht nicht zur Sicherung des therapeutischen Vorgehens, sondern besonders auch bei Gutachten im Rahmen von gerichtsmedizinischen oder betäubungsmittelrechtlichen Fragestellungen.

## Ablauf
Das Antigen, das untersucht werden soll, verdrängt ein anderes, enzymmarkiertes Antigen aus seiner Antigen-Antikörper-Bindung. Nach der Freisetzung kann das Enzym aktiv werden. Diese Aktivität wird gemessen. Sie ist direkt-proportional zur Menge des Antigens in der Probe.